# Punk blues
Punk blues (sau blues punk) este un gen muzical care amestecă elemente de punk rock și blues. Muzicienii și trupele punk blues încorporează de obicei elemente de stiluri înrudite, cum ar fi protopunk și blues rock. Originile sale se află puternic în sunetul garage rock din anii 1960 și 1970.
Se poate spune că punk blues favorizează cruditatea, simplitatea și emoția comune împărtășite între genurile punk și blues. Chet Weise, cântăreț/chitaristul grupului The Immortal Lee County Killers a declarat: „Punk și blues sunt ambele reacții sincere la viață. Este blues, este blues-ul nostru. Este doar un pic mai sus și puțin mai rapid.”

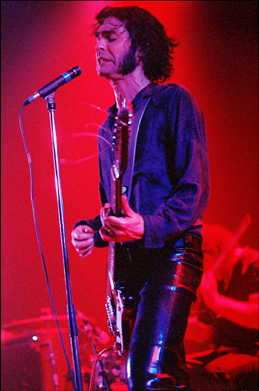
Jon Spencer

## Origini
Înainte de începutul mișcării punk de la sfârșitul anilor 1970, câțiva precursori importanți precum MC5, The Stooges, The Rolling Stones, the Who, The Sonics, Captain Beefheart și New York Dolls au manifestat o fascinație pentru blues-ul american.
AllMusic afirmă că punk blues se bazează pe influența sunetului „garage rock de la mijlocul anilor ’60, urletul primordial al timpurii Captain Beefheart și mai ales în sunetul brut și disperat al Gun Club Reperul lui Fire of Love LP din 1981." Tot conform Allmusic.com, „... punk blues a prins viață la începutul anilor ’90 cu trupe precum Jon Spencer Blues Explosion, the Oblivians, the Gories și Gibson Brothers”, și „a continuat până în anii 2000 cu și mai multă vizibilitate datorită popularității the White Stripes”.

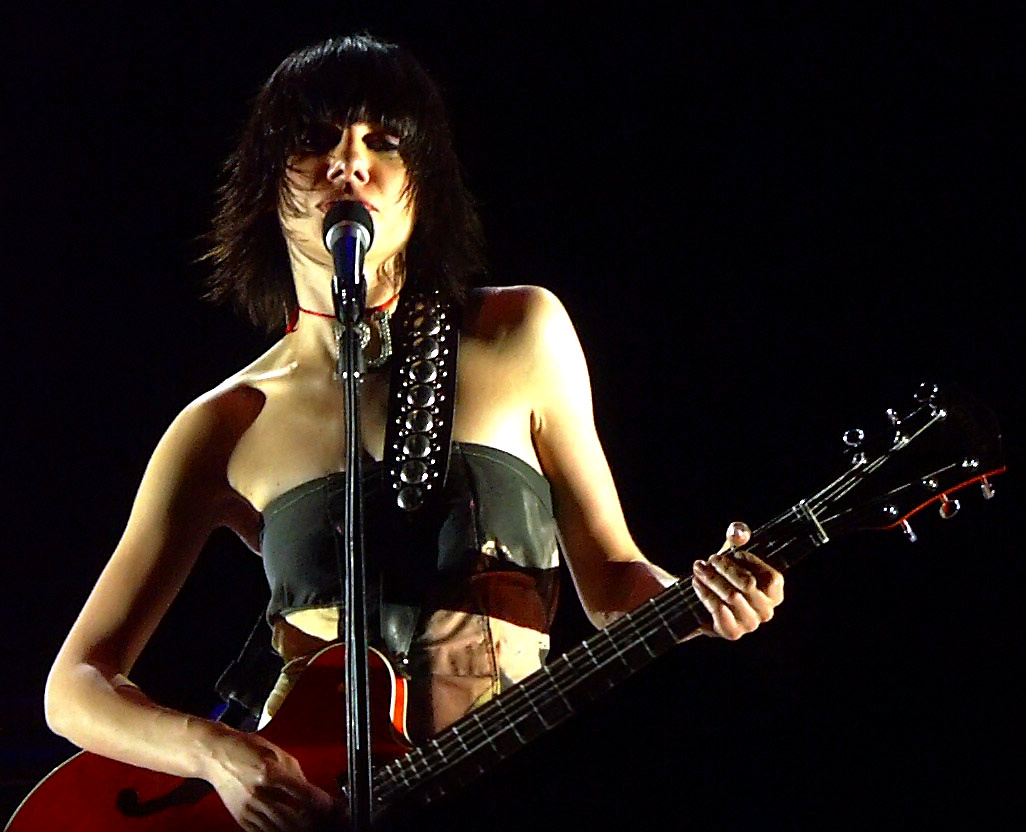
PJ Harvey

## Benzile aferente
Începând cu albumul din 1988 Prison Bound, trupa punk Social Distortion a început să încorporeze influențe rockabilly, country și blues în muzica lor. În aceeași perioadă, Rollins Band a interpretat melodii de blues cu inflexiune punk. La începutul anilor 1990, britanicii muzicianul PJ Harvey a explorat și o variantă de avangardă stilul.
Scena garage rock din Detroit, care a găzduit trupe precum the White Stripes, inspirată de Flat Duo Jets, continuă să prospere cu muzicieni punk blues și trupe care pot fi legate de stil, cum ar fi the Detroit Cobras, Geraldine, Mystery Girls, Soledad Brothers, the Von Bondies și multe altele. Trupa din Memphis–Asheville the Reigning Sound și trupa din Boston Mr. Airplane Man de asemenea plays in acest stil.
indie rock formează the Kills și Deadboy & the Elephantmen a fost asociat de mass-media cu un sunet punk/blues.